# Samolus valerandi
Samolus valerandi é uma espécie de planta com flor pertencente à família Primulaceae. 
A autoridade científica da espécie é L., tendo sido publicada em Species Plantarum 1: 171–172. 1753.

## Portugal
Trata-se de uma espécie presente no território português, nomeadamente em Portugal Continental, no Arquipélago dos Açores e no Arquipélago da Madeira.
Em termos de naturalidade é nativa das três regiões atrás indicadas.

## Protecção
Não se encontra protegida por legislação portuguesa ou da Comunidade Europeia.